# Ryūgasaki (Ibaraki)
Ryūgasaki (龍ケ崎市 Ryūgasaki-shi?) es una ciudad de la prefectura de Ibaraki en Japón.
Al 1 de diciembre de 2013, la ciudad tenía un estimado de población de 79.296 habitantes y una densidad poblacional de 1.010 personas por km². La superficie total es de 78,20 km².

## Historia
La población de Ryūgasaki fue creada con el establecimiento del sistema municipal el 1 de abril de 1889.
Adquirió el estatus de ciudad el 20 de marzo de 1954, cuando se fusionaron varios pueblos y villas.

## Geografía
La ciudad está ubicada al sureste de la laguna Ushiku (牛久沼 Ushiku-numa); un espectáculo que atrae en Ryūgasaki, en días de cielo despejado, es cuando se divisa a los lejos a simple vista sobre la laguna Ushiku el Monte Fuji.
Su territorio limita al norte con la ciudad de Ushiku; al este con la ciudad de Inashiki; al sur con los pueblos de Kawachi y Tone; al oeste con la ciudad de Toride, y al noroeste con las ciudades de Tsukubamirai y Tsukuba.

## Sitios de interés
Universidad Ryutsu Keizai -RKU- (流通経済大学 Ryūtsū Keizai Daigaku), que es una universidad privada en Ryūgasaki, fundada en 1965. 
Ryutsu Keizai University FC, es un equipo de fútbol de la Japan Football League.
Posee un gran polideportivo, teniendo como principal facilidad el estadio de atletismo Tatsunoko.
El Montículo Tatsunoko en el Parque Ryūgaoka (龍ヶ岡), que en días despejados desde allí se observa el Monte Fuyi.
Fábrica de Cristal Kagami (鏡水晶玻璃公司 Kagami suishō hari kōshi) establecida en 1934 por Kozo Kagami en esta ciudad de Ryūgasaki.

## Transporte
El centro de Tokio se encuentra a unos 45 km, uno de los medios utilizados para llegar a esa metrópoli es a través de la vía férrea Línea Jōban (常磐線). La estación Sanuki, es el punto para arribar a la Línea Jōban.
Kantō Railway Ryūgasaki Line (関東鉄道竜ヶ崎線), es una línea de tren corta en la ciudad de Ryūgasaki, que comunica el centro de la ciudad con la estación Sanuki. Esa línea une la estación Ryūgasaki (竜ヶ崎駅), la intermedia estación Ireji (入地駅), con la estación Sanuki (佐贯駅).
Principalmente empalmando por la Ruta Nacional 408, la ciudad de Ryūgasaki tiene acceso al Aeropuerto Internacional de Narita en la cercana ciudad de Narita.
Por la Ruta Nacional 6 al norte se llega a Mito capital de la prefectura y al sur a Tokio.
La New Central Airlines es una aerolínea con sede en Ryūgasaki, que utiliza el campo de aviación Ryūgasaki Airfield (龍ヶ崎飛行場 Ryūgasaki Hikōjō), pero no programa servicios comerciales.

## Galería de imágenes

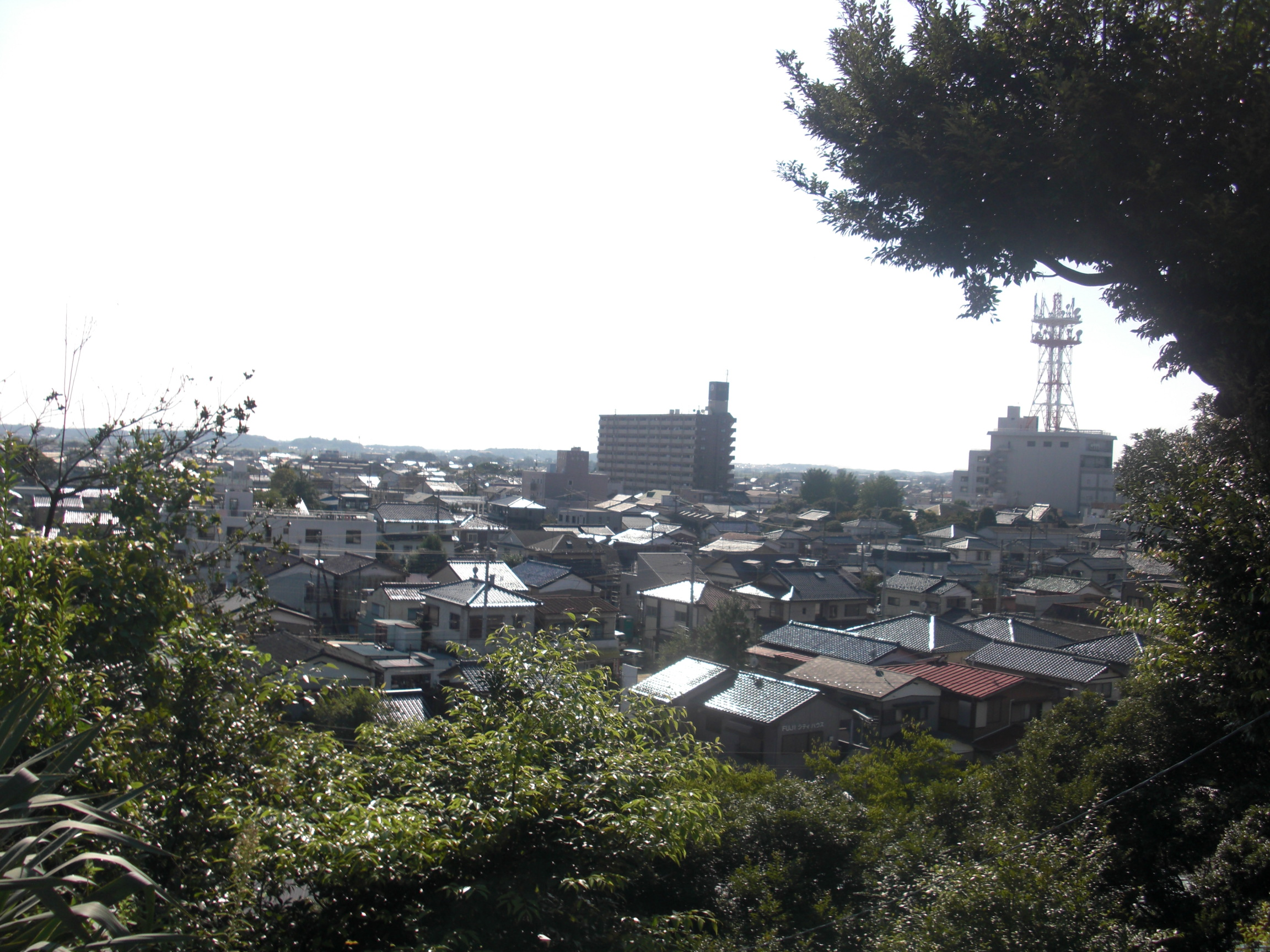
Centro de Ryūgasaki.
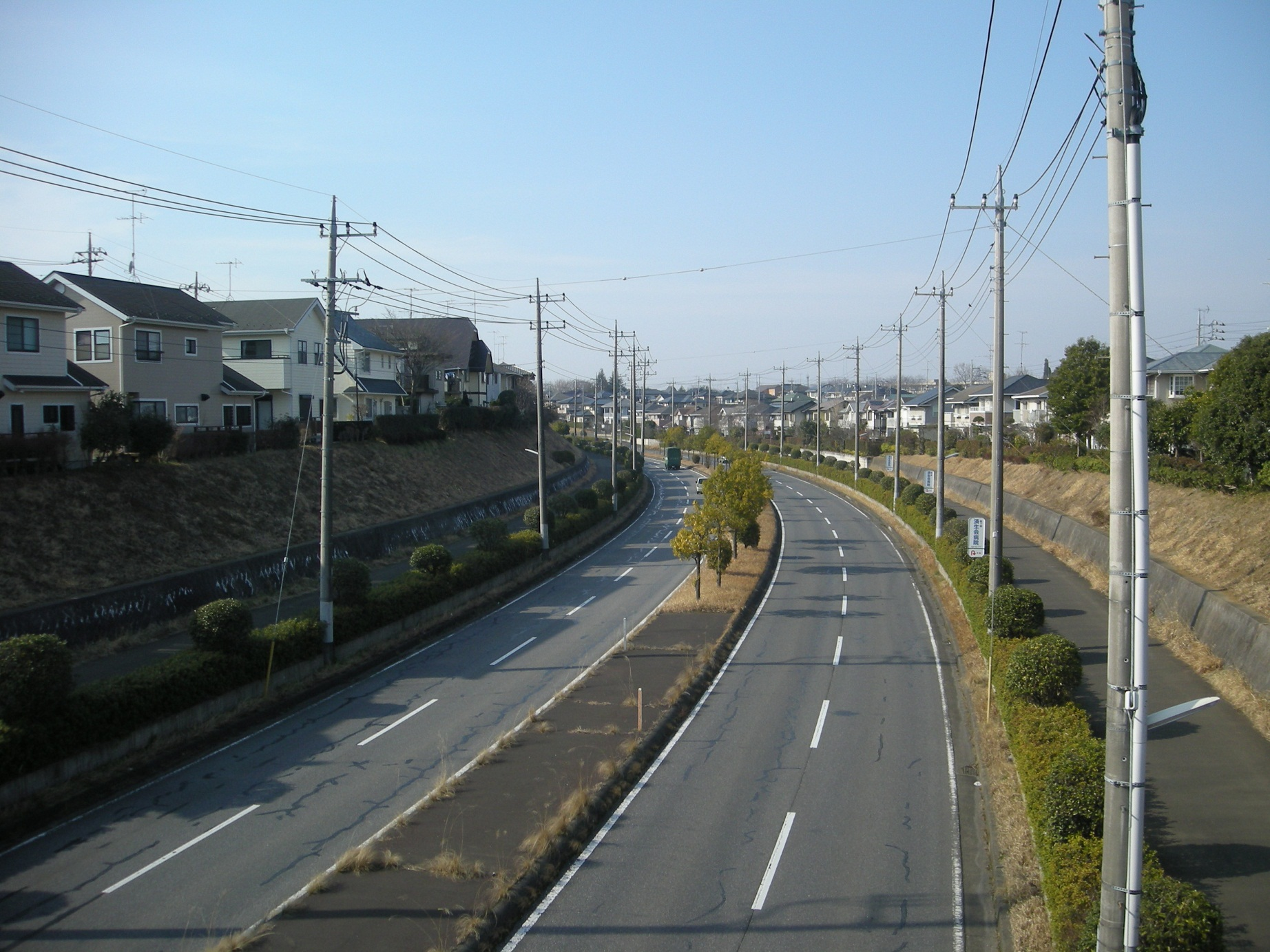
Ruta Prefectural 243 en Ryūgasaki.
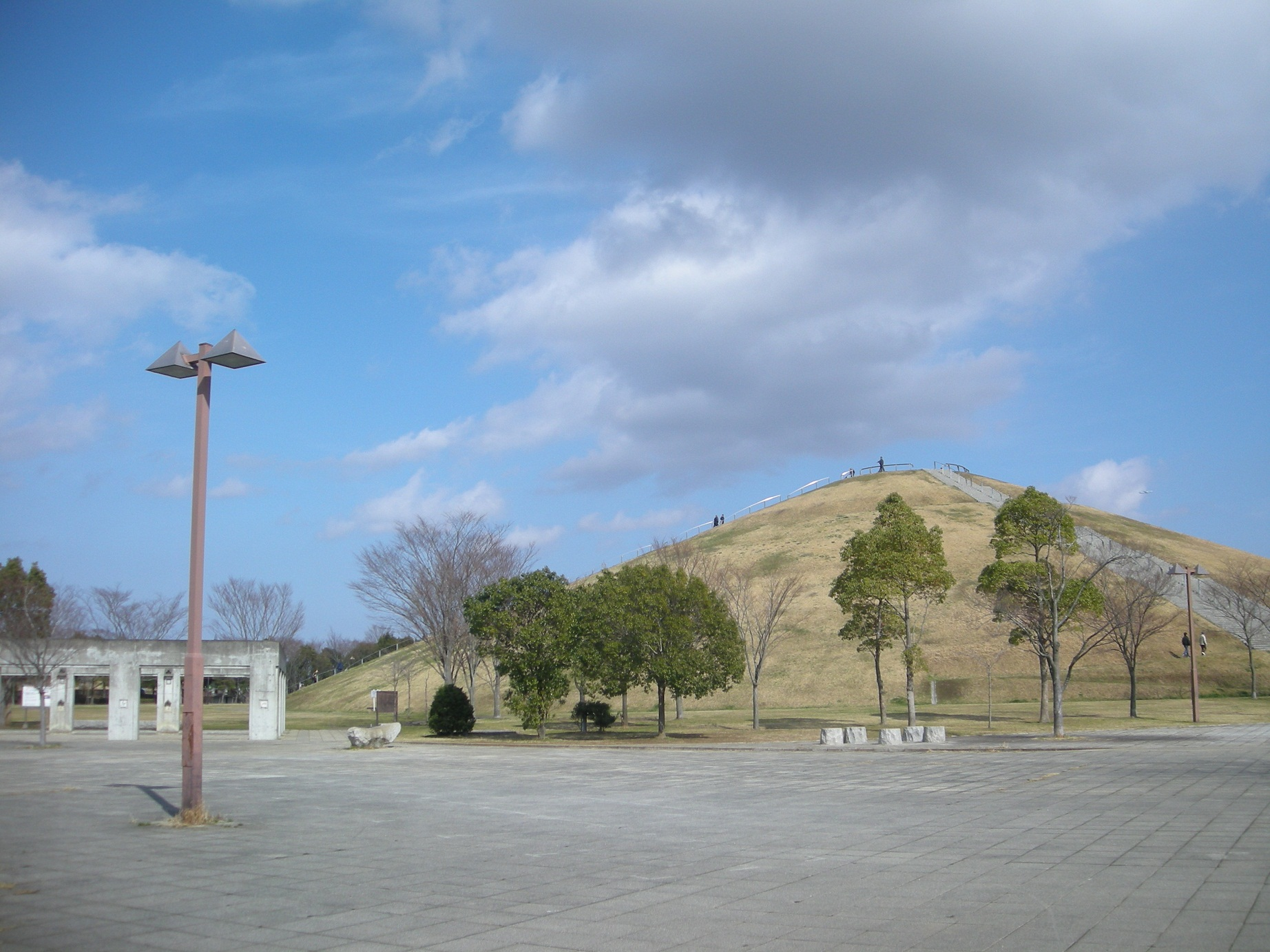
Montículo Tatsunoko en el Parque Ryūgaoka.
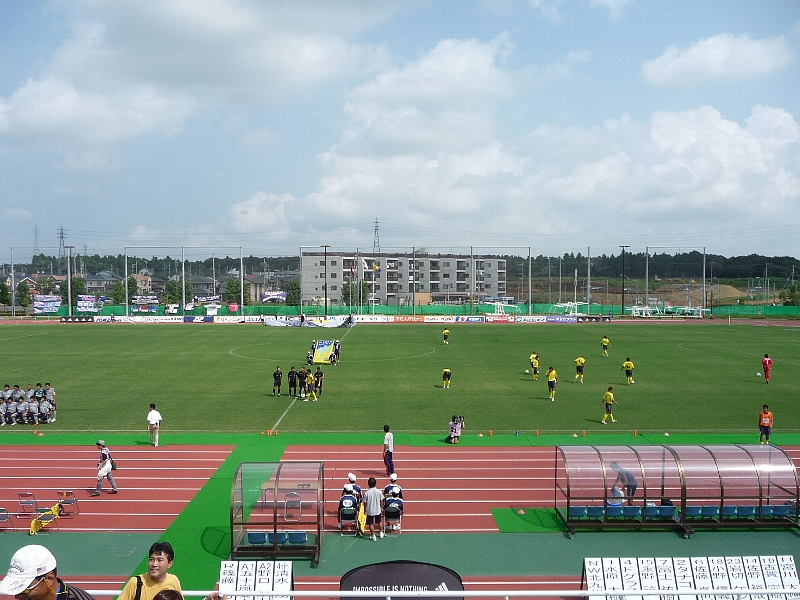
Campo de atletismo Tatsunoko.
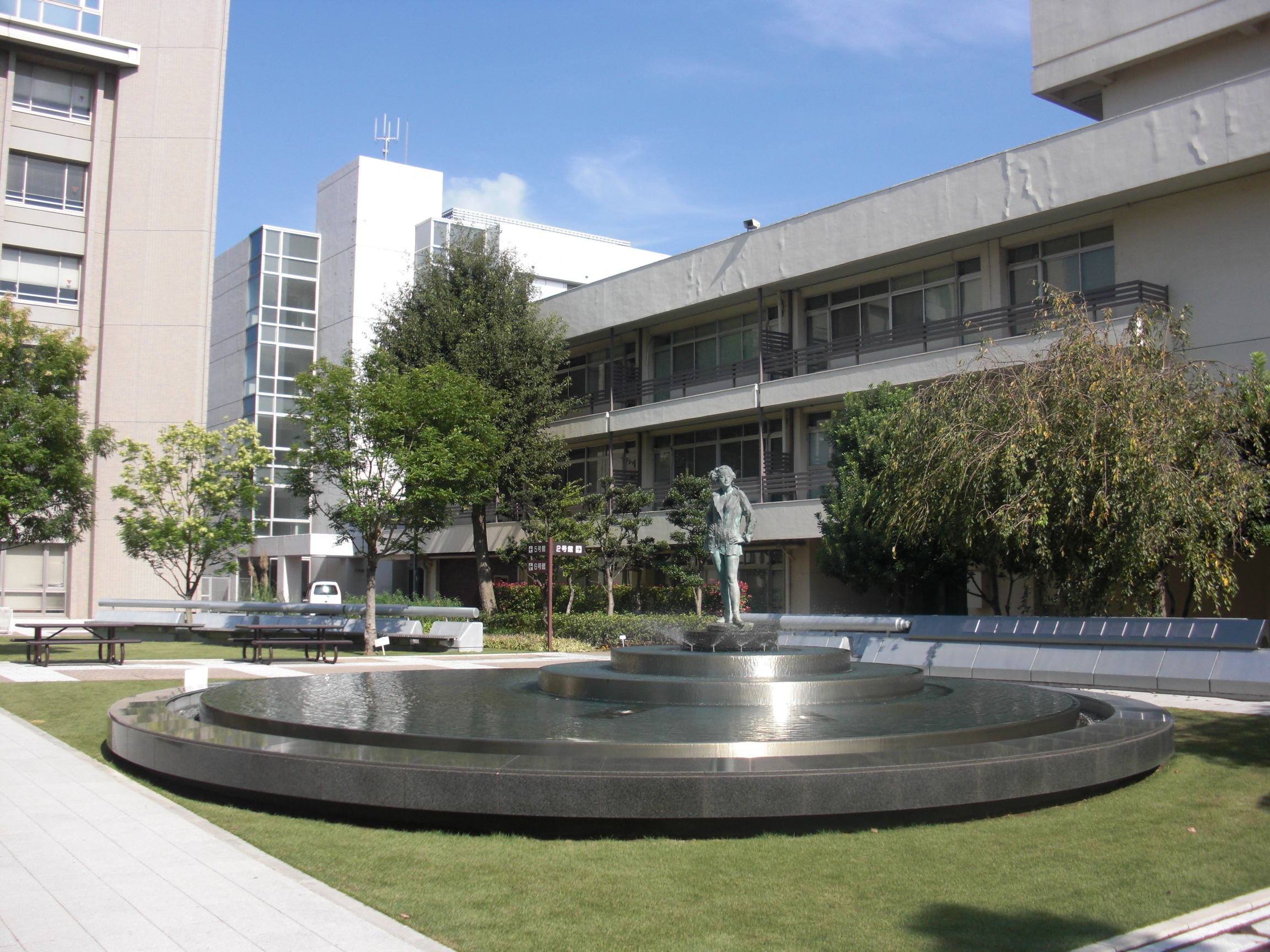
Universidad Ryutsu Keizai.
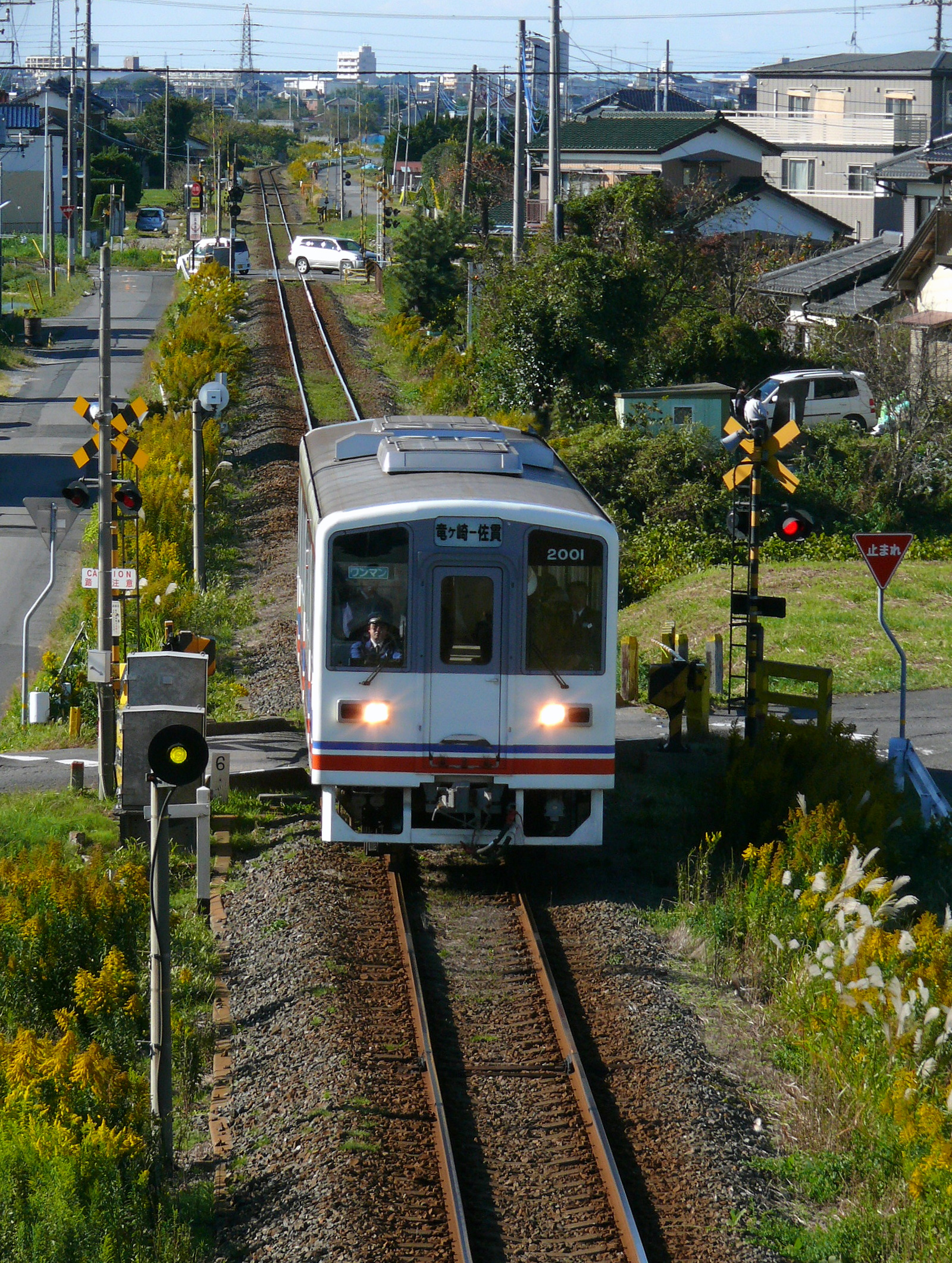
Línea Ryūgasaki.
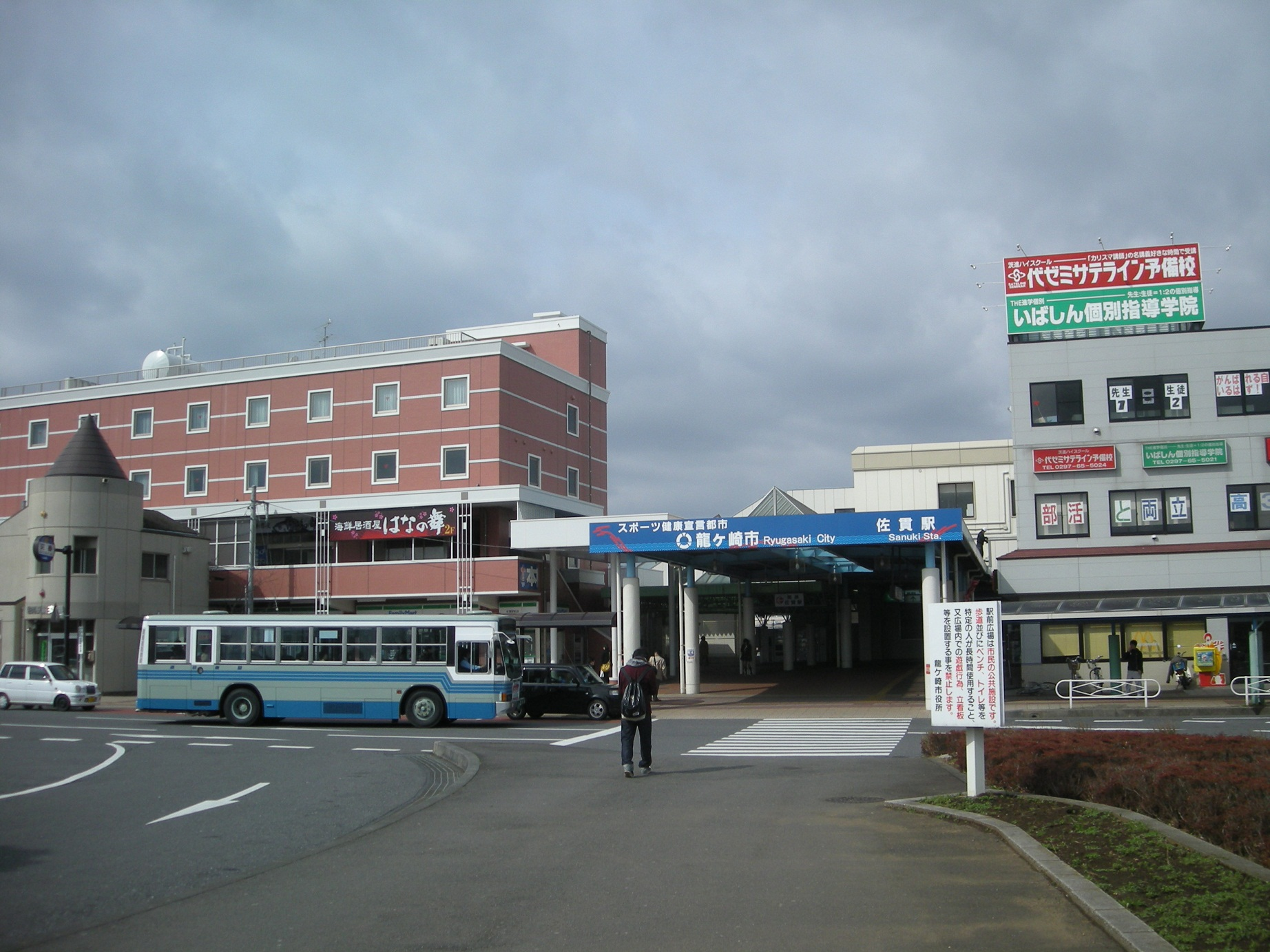
Estación Sanuki.